# (19593) Justinkoh
(19593) Justinkoh (1999 NZ29) – planetoida z pasa głównego asteroid okrążająca Słońce w ciągu 5,62 lat w średniej odległości 3,16 j.a. Odkryta 14 lipca 1999 roku.